# Quả bóng vàng FIFA 2013
Quả bóng vàng FIFA 2013 (FIFA Ballon d'Or 2013) là Gala năm thứ tư cho giải thưởng FIFA dành cho các cầu thủ và huấn luyện viên bóng đá hàng đầu của năm. Các giải thưởng đã được trao tại Zürich vào ngày 13 tháng 1 năm 2014. Hạn chót để bỏ phiếu là ngày 15 tháng 11 năm 2013 nhưng lần đầu tiên được FIFA gia hạn đến ngày 29 tháng 11 năm 2013. Điều này đã khiến thế giới truyền thông chỉ trích FIFA và làm cho người được nhận giải thưởng này không thực sự thuyết phục, nó gây ra sự tranh cãi lớn cho đến tận bây giờ.
Cầu thủ chạy cánh của Real Madrid và Bồ Đào Nha, Cristiano Ronaldo đã giành giải thưởng Quả bóng Vàng với tư cách là Cầu thủ xuất sắc nhất thế giới. Đó là Quả bóng Vàng thứ hai của anh ấy, sau khi giành giải thưởng năm 2008, cũng là Quả bóng Vàng FIFA đầu tiên sau khi hợp nhất của anh ấy. Với chiến thắng này, anh đã chấm dứt sự thống trị của Lionel Messi về giải thưởng. Nadine Angerer đã được công bố là người nhận giải nữ cầu thủ xuất sắc nhất trong năm, trong khi Jupp Heynckes tuyên bố là huấn luyện viên xuất sắc nhất thế giới trong năm cho bóng đá nam và Silvia Neid là huấn luyện viên xuất sắc nhất thế giới trong năm cho bóng đá nữ. Buổi lễ kéo dài chín mươi phút được tổ chức bởi Fernanda Lima cùng với Ruud Gullit.

## Bầu chọn
Hạn chót để bỏ phiếu là ngày 15 tháng 11 năm 2013. Tuy nhiên, vì lý do nào đó, lần đầu tiên, vào ngày 20 tháng 11 năm 2013, FIFA đã thông báo rằng việc bỏ phiếu được kéo dài đến ngày 29 tháng 11 năm 2013 vì "sau khi nhận được phản hồi dưới 50% từ các cử tri đủ điều kiện trước thời hạn ban đầu." Điều gây tranh cãi là thời gian gia hạn bầu lại bao trùm trận đấu play-off tranh vé đi World Cup 2014 giữa Thuỵ Điển và Bồ Đào Nha. Trận đấu mà Cristiano Ronaldo đã tận dụng khi ghi 3 bàn giúp đội quê hương anh đến Brasil. Trước khi FIFA công bố lùi thời hạn bầu chọn, các nhà chuyên môn đa số đều đồng tình Frank Ribery, tuyển thủ của Pháp và Bayern Munich sẽ giành giải sau một mùa giải chói sáng của anh ấy cùng với cú ăn 3 vĩ đại. Nhưng cuối cùng, bất ngờ gây sốc đã xảy đến, Ronaldo đã là người chiến thắng được công bố vào ngày 13 tháng 1 năm 2014. Điều đó đã gây tranh cãi lớn về vị thế cho người nhận giải.